# Korwety rakietowe typu Victory
Korwety rakietowe typu Victory – typ sześciu wielozadaniowych korwet rakietowych zbudowanych dla Marynarki Wojennej Republiki Singapuru na przełomie lat 1980. i 1990. Razem z fregatami rakietowymi typu Formidable stanowią obecnie trzon singapurskiej floty.
W latach 1960. i 1970. rola marynarki wojennej Singapuru ograniczała się do pełnienia zadań straży przybrzeżnej, jednak wraz z rozwojem singapurskiego handlu zagranicznego pojawiła się potrzeba zwiększenia potencjału bojowego sił morskich, które mogłyby zapewnić bezpieczeństwo szlakom handlowym. W rezultacie, w 1983 marynarka złożyła zamówienie na serię sześciu korwet rakietowych, z których pierwsza (RSS "Victory") została zwodowana w 1988 w niemieckiej stoczni Fredrich Lürssen Werft. Pozostałych pięć okrętów zbudowano w krajowej stoczni Singapore Shipbuilding & Engineering. Były to pierwsze okręty należące do singapurskich sił zbrojnych zdolne do zwalczania okrętów podwodnych.

## Okręty
- RSS „Victory” (88)
- RSS „Valour” (89)
- RSS „Vigilance” (90)
- RSS „Valiant” (91)
- RSS „Vigour” (92)
- RSS „Vengeance” (93)